# Убиство Душана Јовановића
Душан Јовановић био је четрнаестогодишњи дечак ромске националности из Београда кога су убили припадници скинхед покрета.

## Детињство
Душан Јовановић рођен је 1. августа 1983. године у Београду. Са мајком Милицом, оцем Александром и сестром Душком, живео је у Београдској улици број 35. Ишао је у VIII-2 одељење основне школе Владислав Рибникар. Бивши ђаци његовог одељења сећају га се као мирног и тихог дечака и доброг друга који се потписивао као “Dux” и волео музику и песму “Ђурђевдан”. Током одрастања, Душан и Душка су били нераздвојни, а будући да је Душка током 1997. била трудна, Душан се радовао што ће постати ујак и желео је да дете, уколико буде девојчица, добије име Кристина.
Према сведочењима породице, суботу, 18. октобра 1997. године, Душан је провео код деде, у Миријеву, пецајући и играјући кошарку и шах. Након повратка кући, око девет сати увече, Душан је замолио оца да му допусти да изађе до продавнице која се налазила у Београдској 33 како би купио кокаколу и на телевизији, уз помфрит, гледао кечере, професионалне америчке рваче. У том периоду, Душан се плашио скинхедса који су се окупљали око продавница у близини његове куће, код Правног факултета и на раскрсници између Београдске и Његошеве, и избегавао је сусрете са њима.

## Убиство
Период који је претходио убиству Душана Јовановића, обележили су насиље, нетрпељивост и мржња према онима који су другачији због боје коже, националне, или верске припадности. Само током 1997. године у Србији је забележено више случајева насиља према перачима улица ромског порекла. 
Тог 18. октобра 1997. године, Душана су испред продавнице пресрели припадници скинхед покрета који су му прво тражили новац, а онда га оборили на земљу и тукли и шутирали цокулама наочиглед пролазника, да би потом један од њих откинуо парче олука којим су га тукли све док му нису сломили врат. Према наводима медија из тог времена, четворица скинхедса се потом разбежала у правцу Славије, а Душаново непомично тело су затекле две девојчице које су затим ушле у драгстор и позвале полицију. Будући да се ни после 10, 15 минута није враћао кући, Душанов отац је изашао да га потражи и тада угледао његово беживотно тело.

## Пресуда
Медији су писали да су након краће потере четворица малолетника ухапшена и смештена у притвор. За убиство Душана Јовановића оптужени су и осуђени Милан Чујић и Иштван Фендрик, младићи само три године старији од Душана. Они наводе да су тог дана били под утицајем алкохола, те да је све требало да се заврши на батинама, као и да су такве ствари радили и раније. Као малолетници, 1998. године су пред Окружним судом у Београду осуђени на десет година и упућени у Казнено поправни завод за малолетнике у Ваљеву. Требало је да буду пуштени на слободу 19. октобра 2007. године. На основу амнестије, казна им је умањена за 18 месеци, а посебним решењем Окружног суда у Београду казна им је додатно смањена. Иштван Фендрик је условно ослобођен 1. априла 2004, а Милан Чујић 30. априла исте године.

## Последице
Шест месеци након Душановог убиства, породица се одселила из Београдске улице на Славији. Најпре су отишли у Маринкову бару, где су провели наредних годину и по дана, а затим у Орловско насеље у Миријеву. Три године после Душановог убиства, рођена је Кристина, Душанова и Душкина сестра, и добила је име које је Душан јако волео. Душанова мајка Милица је више пута покушавала да изврши самоубиство, што је на послетку и учинила 2015. године. Отац Александар је преминуо наредне године након више срчаних и можданих удара, као и ампутације обе ноге. У тренутку Душановог убиства, Душка је била трудна. Добила је сина ког је назвала по брату, а 2002. године се преселила у Шведску. Након смрти родитеља, старија сестра Душка је постала Кристинина старатељка и довела ју је код себе у Шведску.

## Обележавање
До данас, у Београду не постоји званично обележје у сећање на Душана Јовановића, дечака који је убијен због мржње и расизма. На адреси на којој је убијен постоје две спомен плоче, једна коју су поставили родитељи и друга коју је 2007. године поставила Унија Рома Србије, а коју је открио тадашњи председник Србије, Борис Тадић. Годишњицу Душановог убиства сваке године обележава породица заједно са активистима и представницима невладиних организација, а годишњицу обележавају и представници појединих политичких покрета и локалних власти. 
Године 2022. Душка Јовановић је уз подршку А 11 - Иницијативе за социјална и економска права поднела иницијативу да парк на Славији, познат под неформалним називом Митићева рупа, понесе име Душана Јовановића. Иницијативу су подржали и бивши ученици Душановог одељења основне школе Владислав Рибникар, као и Повереник за заштиту равноправности. Дана 18. октобра исте године у парку је постављена симболична табла са Душановим именом. Годину дана касније, Комисија за споменике и називе тргова и улица града Београда још увек није формално одлучила о иницијативи. У средствима јавног информисања је наведено да постоје нерешена имовинска питања на парцели на којој се налази парк јер је део у власништву чешке компаније која се бави некретнинама. С тим у вези су подносиоци иницијативе у новом предлогу од септембра 2023. прецизирали да је реч о делу парка који је у јавној својини. Иницијативу да парк понесе име Душана Јовановића подржао је на разговору поводом 26 годишњице убиства и министар за људска и мањинска права и друштвени дијалог, Томислав Жигманов, који је потом и положио цвеће испред зграде у којој је Душан живео.
У Миријеву се сваке године, у част Душана Јовановића, одржава меморијални турнир у малом фудбалу који традиционално подржава и Градска општина Звездара, а уочи 26. годишњице убиства, 2023. године је на Миријеву осликан и мурал са Душановим ликом и речима “Памтимо Душана! (1.8.1983 - 18.10.1997.)”. 